# Cady Huffman
Cady Huffman (Santa Barbara, 2 febbraio 1965) è un'attrice e cantante statunitense, nota soprattutto come interprete di musical.

## Biografia
Debutta a Broadway nel 1985 con il musical La Cage aux Folles, in cui interpreta la cantante Angelique, e l'anno successivo è di nuovo a Broadway con Big Deal. Nel 1991 viene candidata al Tony Award alla miglior attrice non protagonista in un musical per The Will Rogers Follies e nel 1997 recita con Debra Monk e Kristin Chenoweth in Steel Pier. Nel 2001 lavora con Nathan Lane, Matthew Broderick e Gary Beach in The Producers e per la sua performance nel ruolo della provocante Ulla vince il Tony Award alla miglior attrice non protagonista in un musical, il Drama Desk Award e l'Outer Critics Circle Award.
In campo televisivo ha recitato in Curb Your Enthusiasm, The Good Wife e Law & Order: Criminal Intent.

## Filmografia parziale

### Cinema
- Romance & Cigarettes, regia di John Turturro (2005)
- Il diario di una tata (The Nanny Diaries), regia di Shari Springer Berman e Robert Pulcini (2007)
- The Company Men, regia di John Wells (2010)

### Televisione
- Law & Order: Criminal Intent - serie TV, episodio 2x16 (2003)
- Curb Your Enthusiasm - serie TV, episodio 10 (2004)
- The Good Wife - serie TV, 5 episodi (2011-2014)

## Doppiatrici italiane
Nelle versioni in italiano delle opere in cui ha recitato, Cady Huffman è stata doppiata da:
- Germana Pasquero in Law & Order: Criminal Intent
- Cinzia Villari in The Company Men
- Barbara Castracane in Blue Bloods